# Siphantoides alboconspersa
Siphantoides alboconspersa är en insektsart som beskrevs av William Lucas Distant 1910. Siphantoides alboconspersa ingår i släktet Siphantoides och familjen Flatidae. Inga underarter finns listade i Catalogue of Life.